# Stanley (Wirginia)
Stanley – miasto w Stanach Zjednoczonych, w stanie Wirginia, w hrabstwie Page.